# Onthophagus heterorrhinus
Onthophagus heterorrhinus là một loài bọ cánh cứng trong họ Bọ hung (Scarabaeidae).